# Kristek-Haus
Das Kristek-Haus, tschechisch Kristkův dům, ist ein Gebäude, das der Maler, Bildhauer und Aktionskünstler Lubo Kristek gestaltet hat. Es befindet sich an der Ecke der Straßen Tišnovská und Trávníky in Brünn
(Tschechien).

## Geschichte
Kristek hatte in seiner Kindheit in der Straße Tišnovská in Brünn gelebt. Im Jahr 2015 kehrte er im Rahmen seiner künstlerischen Arbeit dorthin zurück und schuf den Skulpturenzyklus mit dem Namen „Sisyphos oder Felsen im Zeitablauf“ an eben diesem Ort.
Die Arbeit wurde durch den Essay: „Der Mythos des Sisyphos“ des französischen Schriftstellers und Philosophen Albert Camus inspiriert. Besonderen Einfluss nahmen auch Ideen des Schauspielers George Voskovec. Kristek traf Voskovec in den 1970er Jahren während seiner Ausstellungstour in den USA.

## Hintergrund

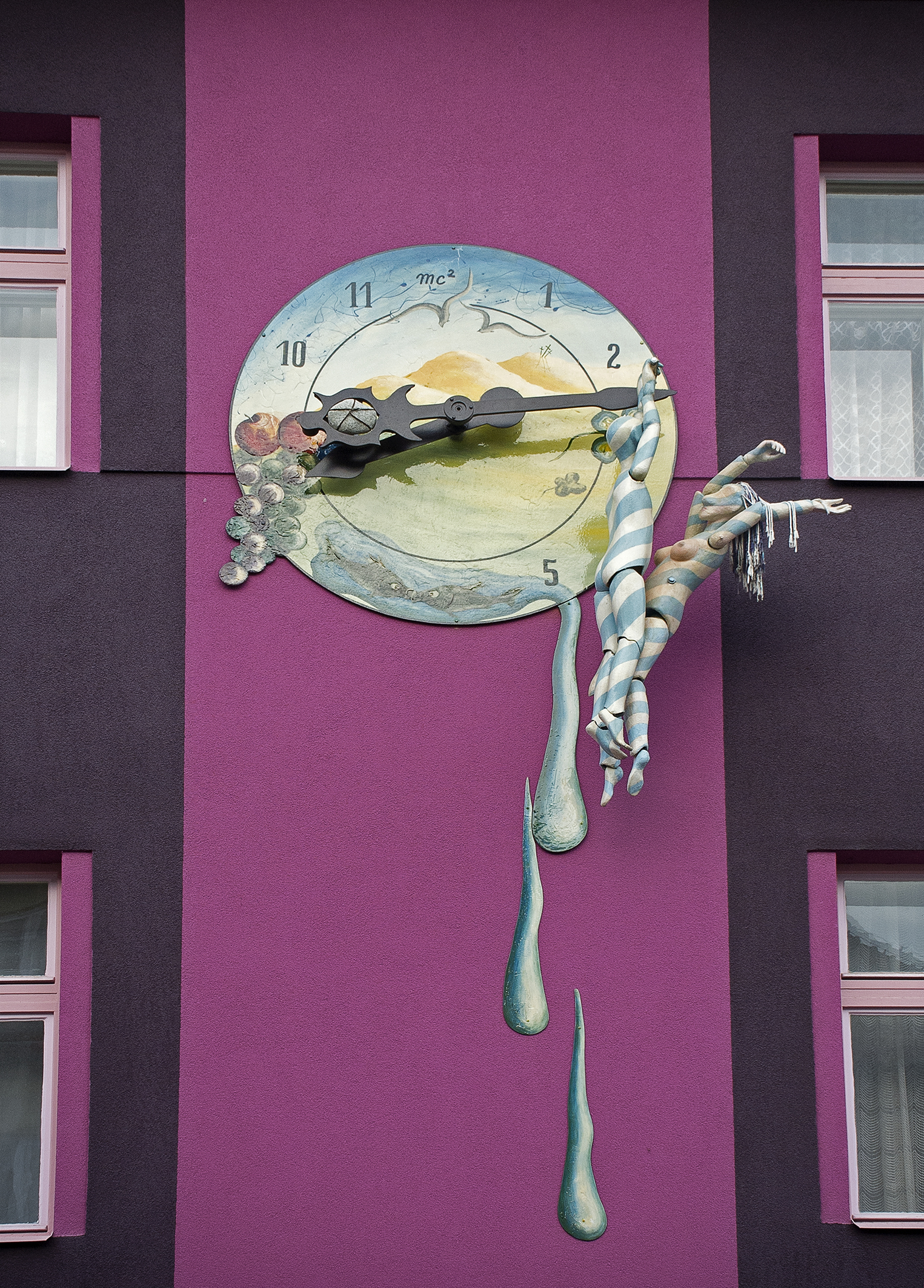
Detail: „Die Sisyphos-Zeitmaschine“.

Die Ideen von Voskovec, welche auf der Langspielplatte „Relativně vzato (Relativ gesehen)“ festgehalten sind, konzentrieren sich auf den Weg des Sisyphos bergab, wenn er nach getaner Arbeit von „seinem“ Stein befreit ist.
Kristek fügt dieser Sicht den Zeitaspekt hinzu. Sisyphos kreist hier auf dem Minutenzeiger einer Uhr. Auf seinem Weg zum Gipfel versucht er, die Zeit für uns Menschen zu bremsen. Auf seinem Weg bergab trifft Sisyphos zu jeder Viertelstunde hingegen auf seine Traumfrau.
Das Uhrwerk wurde speziell für diesen Zweck von einer Spezialfirma für Turmuhren aus Vyškov entworfen und gebaut. Das System zeigt die genaue Zeit an und beinhaltet eine Umstellung auf die Winterzeit.
Kristek adaptiert hier sein Lebenssymbol der „Himmelsautobahn“.
Das Motiv der Himmelsautobahn taucht zum ersten Mal in einem Gemälde von 1974 auf, welches heute Teil der Sammlung des Neuen Stadtmuseums in Landsberg am Lech ist. Auf die Himmelsautobahn setzt Kristek einen Zug. Dieser Zug ist eine Kindheitserinnerung. Die sog. Tišnovka, die frühere Eisenbahnstrecke von Brünn nach Tišnov verlief genau hinter dem Haus, als Kristek dort gelebt hat. Hier möchte Kristek den weltlichen zyklischen Gang der Zeit (Sisyphos-Zeitmaschine) mit der Unendlichkeit (Himmelsautobahn) verknüpfen.
Aus einer Ecke des Hauses ragen Hände hervor, deren Finger wie Wurzeln wirken, die zum Himmel streben. Die Hände schützen zugleich das Hauptsymbol der Assemblage – einen lebenden Baum. Damit lenkt der Autor die Aufmerksamkeit auf die Natur und den Umgang des Menschen mit ihr.
Das Kristek-Haus ist Schauplatz der Filme Ab ovo und Sisyphiade.